# Agustín Cotorruelo Sendagorta
Agustín Cotorruelo Sendagorta (Plentzia, Biscaia, 13 d'agost de 1925 - Madrid, 6 de febrer de 1989) va ser un professor universitari espanyol, Ministre de Comerç (1973-1974) i President de l'Atlètic de Madrid (1982).

## Biografia
Va néixer a Plentzia (Biscaia) el 1925. Va ser alumne del Colegio de la Inmaculada y San Pedro Claver, conegut com a Colegio de Areneros. Llicenciat en Dret per la Universitat de Valladolid i en Econòmiques per la de Deusto. Doctor en Ciències Polítiques per la Universitat Complutense de Madrid. Master en Economia per la Universitat de Georgetown, a Washington D.C (Estats Units).
El 1951 va ingressar per oposició en el Cos de Tècnics Comercials de l'Estat. Sis anys més tard, el 1957, obté el número u en les primeres oposicions celebrades per al Cos d'Economistes de l'Estat. Va ser catedràtic de Política Econòmica a Bilbao i Madrid, i Degà de la Facultat de Ciències Econòmiques i Empresarials de la Universitat Complutense de Madrid.
Li van ser concedides diverses condecoracions: Gran Creu de l'Orde de Carles III, Gran Creu de l'Orde del Mèrit Civil i Gran Creu del Mèrit Agrícola.

### Trajectòria política
Durant els anys seixanta va ser cap de l'Oficina de Coordinació i Programació Econòmica de la Presidència del Govern. El 1962 va ser nomenat subcomissari del Pla de Desenvolupament, coordinant la programació del sector agrari en el primer Pla i la de serveis en el segon.
El 1969 va ser nomenat president del Fons d'Ordenació i Regulació de Preus i de Productes Agraris.
El 9 de juny de 1973, quan Luis Carrero Blanco va ser nomenat President del Govern s'hi va incorporar com a Ministre de Comerç. L'assassinat de Carrero i el nomenament de Carlos Arias Navarro, el 3 de gener de 1974, van comportar el seu relleu en el lloc.

### President de l'Atlètic de Madrid
La família de Cotorruelo era una de les més antigues en el club. El seu pare va ser durant anys el soci número u del club i el mateix Agustín Cotorruelo era el soci número 1405. Directiu de l'Atlètic de Madrid, va formar part de la Junta Gestora que va dirigir el club el 1980 després de la dimissió de Vicente Calderón Pérez-Cavada. El 1982, després de dimitir Alfonso Cabeza, va assumir la presidència Antonio del Hoyo, encara que aquest abandonaria aviat el lloc, sent llavors president Agustín Cotorruelo, qui ostentaria el càrrec tres mesos, en els quals es va organitzar el retorn de Calderón, que es concretaria el 23 de juliol d'aquell mateix any.
Després de la defunció de Vicente Calderón es van convocar eleccions a la presidència, presentant la seva candidatura Agustín Cotorruelo. En aquell procés resultaria finalment elegit president Jesús Gil y Gil, quedant Cotorruelo com a tercer classificat, per darrere del vencedor i del també exministre Enrique Sánchez de León.